# 主観主義

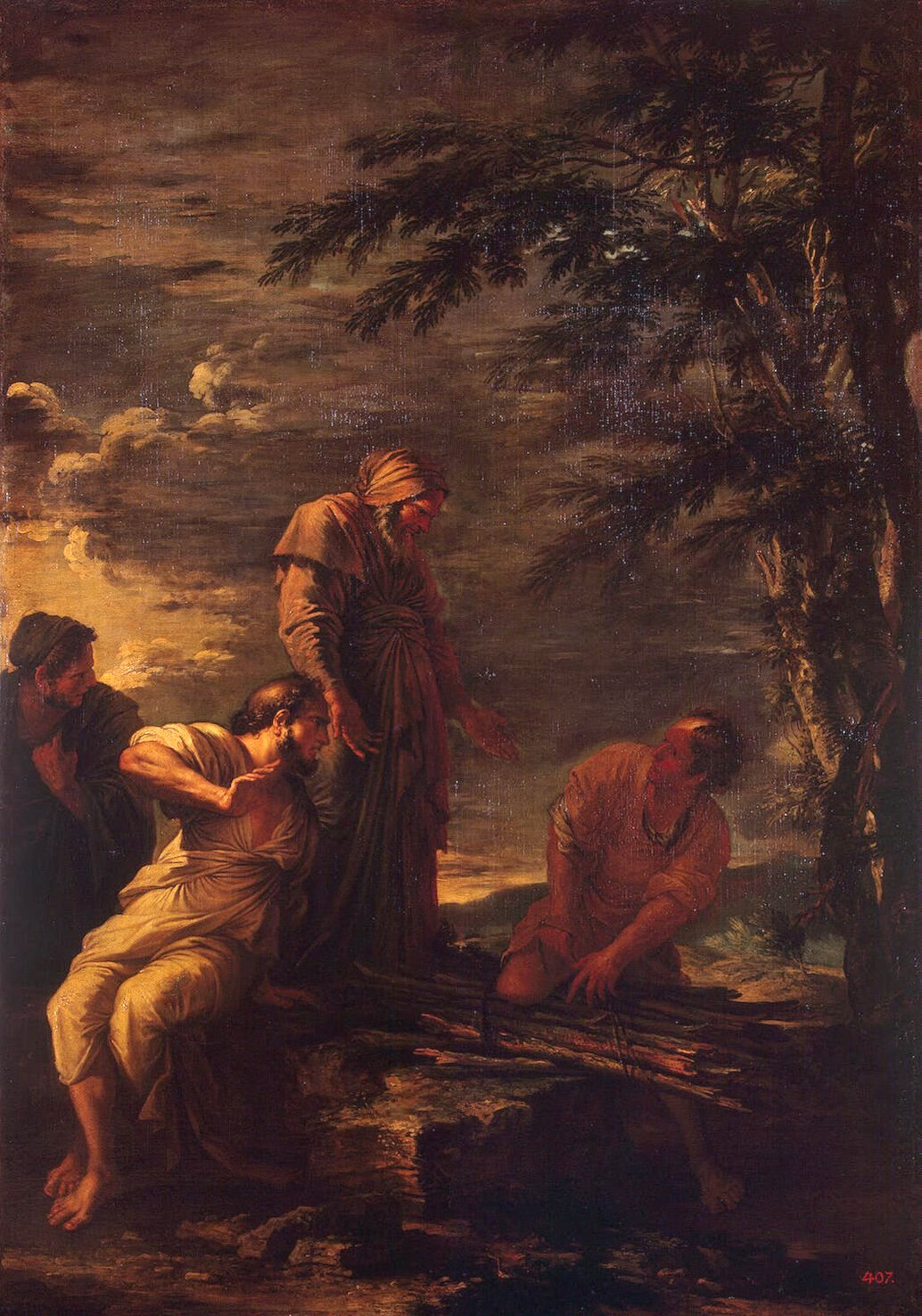
プロタゴラス

主観主義（しゅかんしゅぎ、英: subjectivism、仏: subjectivisme、独: Subjektivismus）とは認識や実践の場の問題を、主観をもとにして考える立場のことを指す。

## 概要
主観主義は主観を個人的とするか超個人的とするかで2つの主張に分かれる。個人的とする立場としてはプロタゴラスの
と言う命題が簡潔に表現しているように全ての判断基準は各々に属しており、ものは各々の人の視点が人によってどんなに異なっていたとしても、それが各々の人々にとって事物のありのままの姿であり、それ以外に普遍的、客観的な真実となるものはないという立場である。しかし、この場合の「人間」は世界内に存在するものの一つに過ぎず世界に対立する主観ではない。世界内の一事物に過ぎない「人間」が人間以外の事物の尺度であるとする見地は、各々の風俗や数間の中を生きる「人間」にとって事物は相対的であるという相対主義の域を脱することは出来ない。
これに対して超個人的で世界全体に向き合い世界全体を支える主観を考える主観主義は近代以降のものである。他の何者にも依存せずそれ自身で主体的に存在するものである基体（羅: substrātum）や主体（羅: subjectum）の位置を占めることとなったのは、「神」や「一般事物」ではなく「人間理性」である。
デカルト以降においては理性を持つ「人間」が他の一切の事柄に対する「主体・主観」の意味を持つようになった。理性の主体となった人間以外はこの主観・主体に対して、つまり人間理性に「対して」存在する形姿である「対象」となる。この定義による主観主義の意味での主観は、デカルトの「我思う（cogito）、ゆえに我在り（ergo sum）」が出発点となる。
次いで、イギリス経験論において主観は、人間精神は外界の実存する事物からの運動によって感覚器官に引き起こされるもの以外は無く、人間の認識や情念もそれによって解明されるという感覚主義的経験論が考えられ、事物の観念の担い手としての個物的で事実的な心の方向へと変化していった。
カント哲学において主観は超個人的・形式的な主観（主体）として認識主観（悟性＝人間精神）へと純化されていった。またヘーゲルによって主観（主体）と客観（客体）を弁証法的に解決しようとした。